# Oblomov
Oblomov (in russo Обло́мов?) è un romanzo dello scrittore russo Ivan Aleksandrovič Gončarov, pubblicato nel 1859.
Illuminandosi di pigrizia e avvolgendo il corpo tutto nella meditazione spensierata, Oblomov conduce una vita estatica, sorprendentemente ben congegnata. È Giorgio Manganelli a definire Oblomov un “mite-fantasma“, eroico in quanto simbolo di una presenza che sembra coincidere con la vita stessa.

## Trama
Il'ja Il'ič Oblómov è un proprietario terriero (la sua tenuta di trecentocinquanta anime è chiamata Oblómovka) che vive senza compiere alcuna attività particolare. Per la gran parte del tempo, giace su un divano o su un letto, circondato da poche persone, tra le quali il suo pigro, riottoso, ma fedele servitore Zachar, senza il quale non riesce neanche ad indossare le scarpe e gli stivali. Vive in una casa di San Pietroburgo, nel disordine e nella trascuratezza. Ex impiegato, ha dato le dimissioni dopo un errore sul posto di lavoro, prima ancora di conoscere le conseguenze della sua mancanza, solo per paura della reazione del capoufficio. Vive così della rendita che gli è garantita da Oblómovka, rendita peraltro ridotta rispetto alle reali possibilità della tenuta, in quanto il suo disinteresse per gli affari ha fatto sì che i contadini e gli amministratori della terra godessero di una larga indipendenza, anche nell'ingannarlo sull'effettivo rendimento delle colture. Ha pochi rapporti umani: il bonario Alekséev, il viscido Tarànt'ev e, in particolare, l'adorato amico Andréj Ivanovič Stolz.
Proprio quest'ultimo cerca di risvegliarlo dal suo torpore esistenziale (Oblomovismo, come egli lo definisce) e ci riesce, anche se per poco tempo, facendogli conoscere Ol'ga. I due s'innamorano e Ol'ga fa di tutto per evitare che Oblómov cada nuovamente nell'indolenza e nell'inattività. Nel frattempo, a causa delle macchinazioni di Tarànt'ev, Il'ja si ritrova legato a un contratto-capestro per l'affitto di una casa nella contea di Vyborg. La casa è gestita dalla vedova Agàf'ja Matvéevna e da suo fratello Ivàn, amico e compagno di truffe di Tarànt'ev. Schiacciato dai debiti contratti a causa della sua condotta avventata (addirittura nomina amministratore della tenuta un amico di Ivàn), Oblómov porta all'esasperazione Ol'ga, perché continua a procrastinare il momento della richiesta ufficiale della sua mano e l'inizio delle pratiche per il matrimonio. I due si lasciano e Il'ja ricade nella disperazione. In seguito, inizia una storia d'amore con Agàf'ja Matvéevna, mentre Stolz si fidanza con la stessa Ol'ga, incontrata per caso a Parigi. Sarà Stolz a intervenire per allontanare le pretese di Ivàn Matvéevič, facendosi nominare amministratore di Oblómovka.
Salvato dagli artigli dei due truffatori, Oblómov vive gli ultimi anni della sua vita accanto ad Agàf'ja Matvéevna, con la quale si sposa e ha un figlio, chiamato Andréj in onore dell'amico Stolz. Proprio a Stolz, che a sua volta ha sposato Ol'ga e con lei ha avuto dei figli, Agàf'ja Matvéevna affida le cure del piccolo Andréj, affinché cresca colto e forte, non indolente come suo marito Oblómov.

## Edizioni
- Oblomov, A cura di Giorgio Leblanc, Collana I Grandi Scrittori Stranieri n.36, Torino, UTET, 1933.; Mondadori, 1964.
- Oblomov, traduzione di Ettore Lo Gatto, Collana Narratori Stranieri Tradotti n.3, Torino, Einaudi, 1938  [Slavia, Torino, 1928],  p. 506.
- Oblomov, A cura di Leone Pacini Savoj, Collana Grande Universale, Milano, Mursia, 1963.
- Oblomov, traduzione di Sofia Bogdanoff Vitagliano, Introduzione di Leonida Gančikov, Collana I Grandi Scrittori Stranieri n..36, Torino, UTET, 1964.
- Oblomov, traduzione di Laura Simoni Malavasi, BUR, Milano, Rizzoli, 1966.
- Oblomov, traduzione di Giacinta De Dominicis Iorio, Collana I Grandi Libri n.67, Milano, Garzanti, 1974.
- Oblomov, traduzione di Argia Micchettoni, Introduzione di Fausto Malcovati, Collana I Grandi Libri n.67, Milano, Garzanti, 2000.
- Oblòmov, traduzione di Laura Micheletti, Introduzione di Remo Faccani, Collana Biblioteca di Repubblica.Ottocento n.41, Roma, Gruppo Editoriale L'Espresso, 2004,  pp. XXXVIII-692, ISBN 88-89145-41-2.
- Oblòmov, traduzione e introduzione di Emanuela Guercetti, con un saggio di Nikolaj Dobroljubov, Collana Oscar Grandi Classici n.129, Milano, Mondadori, 2010  [Frassinelli, Milano, 1996],  pp. XXVIII+622, ISBN 978-88-04-59710-0.
- Oblomov, Traduzione e cura di Paolo Nori, Collana Universale Economica.I Classici, Milano, Feltrinelli, 2012,  p. 574, ISBN 978-88-07-82246-9.

## Adattamenti

### Opere audiovisive
- Oblomov, regia di Claudio Fino, miniserie televisiva del 1966 composta da quattro puntate
- Oblomov, regia di Nikita Sergeevič Michalkov, pellicola cinematografica del 1980

### Opere teatrali
- Sogno di Oblomov, riduzione di Siro Ferrone, regia di Beppe Navello, con Paolo Bonacelli, Gianni Galavotti, Domiziana Giordano. Teatro Metastasio di Prato, 9 aprile 1986[3]
- Oblomov, riduzione e regia di Furio Bordon, con Glauco Mauri, Teatro Stabile di Trieste, 22 marzo 1992[4]
- Oblomov. Quando ci si sveglia si è morti, regia di Roberto Bacci, con Renzo Lovisolo, Pontedera Teatro, 10 febbraio 1999[5]
- Oblomov, riduzione di Danilo Laccetti, regia di Massimiliano Caprara, con Massimiliano Caprara, Patrizio Cigliano, Romano Talevi, Laura Milani, Dominika Markova, Teatro Tordinona, Roma, 9-17 ottobre 2021.

### Radio
- Oblomov, letto da Paolo Bonacelli, 25 puntate, 2015[6]